# Campeonato Europeo de Halterofilia de 1905
El VIII Campeonato Europeo de Halterofilia se celebró en Ámsterdam (Países Bajos) el 25 de mayo de 1905 bajo la organización de la Federación Europea de Halterofilia (EWF) y la Federación Neerlandesa de Halterofilia.

## Medallistas
| Evento            | Oro                     | Plata                      | Bronce                 |
| ----------------- | ----------------------- | -------------------------- | ---------------------- |
| Categoría abierta | Georg Schleidt Alemania | Fritz Eicheltrach Alemania | Andreas Maier Alemania |

## Medallero
| Núm. | País     | Oro | Plata | Bronce | Total |
| ---- | -------- | --- | ----- | ------ | ----- |
| 1    | Alemania | 1   | 1     | 1      | 3     |
|      | TOTAL    | 1   | 1     | 1      | 3     |